# (6416) Nyukasayama
(6416) Nyukasayama  es un asteroide perteneciente al cinturón de asteroides, descubierto el 14 de noviembre de 1993 por Masanori Hirasawa y Shōhei Suzuki desde la Estación del monte Nyukasa, en Japón.

## Designación y nombre
Nyukasayama se designó inicialmente como 1993 VY3.
Más adelante fue llamado así por una montaña en el centro de Japón, famosa por sus muchas flores hermosas y una vista maravillosa. La estación del monte Nyukasa, donde se descubrió este planeta menor, se encuentra cerca de la cima de esta montaña.

## Características orbitales
Nyukasayama orbita a una distancia media del Sol de 3,082 ua, pudiendo acercarse hasta 2,638 ua y alejarse hasta 3,527 ua. Tiene una excentricidad de 0,144 y una inclinación orbital de 1,704° grados. Emplea en completar una órbita alrededor del Sol 1976,64 días.
Los próximos acercamientos a la órbita de Júpiter ocurrirán el 17 de agosto de 2067, el 30 de mayo de 2077 y el 8 de marzo de 2127.

## Características físicas
Su magnitud absoluta es 13,36. Tiene 12,258 km de diámetro. Su albedo se estima en 0,066.